# Du mit uns
du mit uns ist ein im September 2006 erstmals publiziertes Liederbuch mit neuen geistlichen Liedern. Es hat den Untertitel Neue Lieder für Jugend und Gemeinde.
Das Liederbuch wurde vom Haus der Stille in Heiligenkreuz am Waasen herausgegeben. Es ist das Nachfolgebuch zu Du wirst ein Segen sein (1983), das wiederum dem Liederbuch Lobet den Herrn (1979) nachfolgte. 
Das Buch enthält 474 Lieder, davon 195 aus Du wirst ein Segen sein. Bei der Auswahl der neuen Lieder wurde insbesondere auf eine „geschwisterliche“ Sprache und auf eine differenzierte Gottesanrede (nicht nur „Herr“) Wert gelegt.
Im Anhang findet sich das Modell für eine Wort-Gottes-Feier und eine Lichtfeier. 
Das Redaktionsteam bestand aus P. Karl Maderner, Hans Waltersdorfer und Hedi Mislik, mitgearbeitet haben Siegfried Kager, Erwin Löschberger, Renate Nika, Monika Hanfstingl, Dietmar Bresnig und Valentin Zwitter.
Nach vier unveränderten Auflagen bis 2010 erschien 2015 die überarbeitete und erweiterte Ausgabe du mit uns 2.